# 영화 제작사 목록
다음은 영화 제작사 목록이다.

## 주요 제작사
| 회사                           |  | 국가           | 설립 | 비고                              |
| ------------------------------ |  | -------------- | ---- | --------------------------------- |
| CJ E&M                         |  | 대한민국       | 1995 | 제일제당 멀티미디어 사업부로 설립 |
| HB엔터테인먼트                 |  | 대한민국       | 2006 |                                   |
| JK필름                         |  | 대한민국       | 2009 | CJ E&M의 자회사                   |
| 광화문시네마                   |  | 대한민국       | 2012 |                                   |
| 김기덕필름                     |  | 대한민국       | 2001 | 김기덕이 설립                     |
| 대원미디어                     |  | 대한민국       | 1977 | 대원동화로 설립                   |
| 동아수출공사                   |  | 대한민국       | 1967 |                                   |
| 드라마하우스앤드제이콘텐트허브 |  | 대한민국       | 2007 | 중앙그룹의 자회사                 |
| 명필름                         |  | 대한민국       | 1995 |                                   |
| 미도영화사                     |  | 대한민국       | 1992 |                                   |
| 바른손이앤에이                 |  | 대한민국       | 1996 |                                   |
| 사나이픽처스                   |  | 대한민국       | 2012 | 카카오엠의 자회사                 |
| 사람 엔터테인먼트              |  | 대한민국       | 2006 |                                   |
| 삼성영상사업단                 |  | 대한민국       | 1992 | 1999년 해체                       |
| 셀트리온 엔터테인먼트          |  | 대한민국       | 2012 | 드림이앤엠으로 설립               |
| 쇼박스                         |  | 대한민국       | 1999 | 미디어플렉스로 설립               |
| 스튜디오앤뉴                   |  | 대한민국       | 2016 | 넥스트엔터테인먼트월드의 자회사   |
| 스폰지이엔티                   |  | 대한민국       | 2004 | 2012년 해체                       |
| 시네마 서비스                  |  | 대한민국       | 1993 | 강우석 프로덕션으로 설립          |
| 엣나인필름                     |  | 대한민국       | 1996 |                                   |
| 영화사 레드피터                |  | 대한민국       | 2014 |                                   |
| 영화사 월광                    |  | 대한민국       | 2012 | 카카오엠의 자회사                 |
| 영화사 집                      |  | 대한민국       | 2005 |                                   |
| 영화제작 전원사                |  | 대한민국       | 2004 | 홍상수가 설립                     |
| 오퍼스픽쳐스                   |  | 대한민국       | 2005 |                                   |
| 교육 엔터테인먼트              |  | 대한민국       | 2022 | [[박혜성]]PD가 설립               |
| 이수C&E                        |  | 대한민국       | 2014 |                                   |
| 외유내강                       |  | 대한민국       | 2005 |                                   |
| 인디플러그                     |  | 대한민국       | 2009 |                                   |
| 코리아픽쳐스                   |  | 대한민국       | 2000 |                                   |
| 키다리이엔티                   |  | 대한민국       | 2012 | 다우기술 영화사업부로 설립        |
| 태원엔터테인먼트               |  | 대한민국       | 1995 |                                   |
| 튜브엔터테인먼트               |  | 대한민국       | 2000 |                                   |
| 노르디스크 필름                |  | 덴마크         | 1906 |                                   |
| 스튜디오 바벨스베르크          |  | 독일           | 1912 |                                   |
| 모스필름                       |  | 러시아         | 1920 |                                   |
| 와인스틴 컴퍼니                |  | 미국           | 2005 |                                   |
| 워너 인디펜던트 픽처스         |  | 미국           | 2003 | 2008년 해체                       |
| WWE 스튜디오                   |  | 미국           | 2002 |                                   |
| 폭스 스튜디오 오스트레일리아   |  | 오스트레일리아 | 1998 | 모기업은 21세기 폭스              |
| 치네치타                       |  | 이탈리아       | 1937 |                                   |
| 닛카쓰                         |  | 일본           | 1912 |                                   |
| 도에이                         |  | 일본           | 1949 |                                   |
| 도호                           |  | 일본           | 1932 |                                   |
| 쇼치쿠                         |  | 일본           | 1920 |                                   |
| 스튜디오 지브리                |  | 일본           | 1985 |                                   |
| 샤오마뻔텅                     |  | 중국           | 2003 |                                   |
| 알리바바 픽처스                |  | 중국           | 2015 |                                   |
| 오렌지 스카이 골든 하베스트    |  | 중국           | 1970 |                                   |
| 차이나 필름                    |  | 중국           | 1999 |                                   |
| 화이브라더스                   |  | 중국           | 1994 |                                   |
| 바란도프 스튜디오              |  | 체코           | 1931 |                                   |
| 브라이트라이트 픽처스          |  | 캐나다         | 2001 |                                   |
| 고몽                           |  | 프랑스         | 1895 |                                   |
| 파테                           |  | 프랑스         | 1896 |                                   |
| 스튀디오카날                   |  | 프랑스         | 1988 |                                   |

## 같이 보기
- 영화 프로듀서
- 영화 감독 목록
- 영화 목록
- 메이저 영화사